# ایدا کار
ایدا کار (انگلیسی: Ida Kar؛ ۸ آوریل ۱۹۰۸ – ۲۴ دسامبر ۱۹۷۴) عکاس ارمنی‌تبار که بعد از سال ۱۹۴۵ به‌طور عمده در لندن فعال بود..
ایدا کار (سِدا کارامیان) شهرت خود را در هنر عکاسی در اوایل سدهٔ بیستم میلادی به دست آورد. ایدا در پاریس تحصیل کرد، به قاهره رفت و در نهایت در لندن مستقر شد. او در دنیای عکاسی به «ملکهٔ نا متعارف» شهرت داشت. بیش از ده هزار قطعه عکس از او به جای مانده که بخشی‌هایی از آن در نمایشگاه‌های معتبری مانند نمایشگاه ملی عکس چهره‌های لندن و مجموعه‌های خصوصی نگهداری می‌شود. منتقدان بر آن باورند که عکس‌هایی که او از چهرهٔ افراد نامدار گرفته، آنان را در تاریخ ماندگارتر کرده‌است. در میان آثار این عکاس، به چهرهٔ نقاشان، هنرپیشه‌ها، کارگردانان، موسیقی دانان، نویسندگان، منتقدان هنری و بسیاری دیگر از شخصیت‌ها برمی‌خوریم. ذوق هنری این هنرمند در انتخاب طیفی وسیع از موضوعات گوناگون سهمی بسزا در پیشرفت هنر او داشت. خانم ایدا کار در ۱۹۵۷م به دعوت وازگن اول، جاثلیق اعظم کلیسای مرسلی ارمنی، به ارمنستان رفت. او با اشخاص بنامی چون آوتیک ایساهاکیان، نویسنده؛ گوهار گاسپاریان، خوانندهٔ مردمی؛ آلبرت آزاریان، قهرمان المپیک؛ و دیگران ملاقات کرد و از آنان عکس گرفت. ایدا کار طی این سفر از نواحی گوناگون کشور دیدن و مجموعه‌هایی با موضوع بچه‌های ارمنی، چرخ و فلک چوبی، کارگاه‌های شراب سازی، بازار محصولات و تعاونی‌های روستایی تهیه کرد.